# Zita Fumagalli Riva
Zita Fumagalli Riva (Milano, 20 novembre 1893 – Novellara, 12 ottobre 1994) è stata un soprano italiano.

## Biografia
Soprano lirico, all'inizio della sua carriera studiò con il maestro Gellio Benvenuto, e successivamente si perfezionò con il maestro Renato Cairone. Debuttò nel 1915 interpretando il ruolo di Mimì nell'opera La bohème al Teatro Dal Verme di Milano. Dopo poco tempo cantò nelle opere Il piccolo Marat e Madama Butterfly. Nel 1923 debuttò al Teatro alla Scala di Milano nel ruolo di Micaela nell'opera Carmen. Fu tra le cantanti preferite da Pietro Mascagni, che la volle come protagonista nelle opere Il piccolo Marat (Mariella) al Teatro Massimo di Palermo nel 1924 e ne L'amico Fritz (Suzel) al Teatro Verdi di Pisa nel 1929, con la direzione d'orchestra dello stesso compositore. La carriera del soprano milanese si indirizzò verso il repertorio dell'opera verista, dove ottenne personali successi soprattutto nei ruoli di Madama Butterfly, Manon Lescaut, Lodoletta, Iris. Si esibì nei principali teatri italiani. All'estero fu scritturata in Spagna, Belgio, Germania, Svizzera ed Egitto. Negli anni trenta partecipò a una serie di rappresentazioni in alcuni teatri lirici del Sud America. Nella seconda parte della carriera aggiunse al suo repertorio anche opere di compositori contemporanei. Negli anni trenta per il mercato discografico dell'epoca incise una serie di brani d'opera con il tenore Ettore Bergamaschi e il baritono Enrico De Franceschi. La carriera di Zita Fumagalli Riva si concluse nella prima metà degli anni quaranta. Successivamente si dedicò all'insegnamento, fu docente di canto presso il Liceo Musicale Giovan Battista Viotti di Vercelli, ruolo che svolse anche nella sua abitazione a Milano. Tra i numerosi allievi vanno ricordati per la loro straordinaria carriera il tenore Franco Tagliavini e il soprano Raina Kabaivanska.
È morta il 12 ottobre 1994 presso la Casa di Riposo di Novellara (Reggio Emilia).

## Repertorio
- Giuseppe Verdi
  - La traviata (Violetta Valéry)
  - Otello (Desdemona)
  - Un ballo in maschera (Amelia)
  - La forza del destino (Leonora)
- Georges Bizet
  - Carmen (Micaela)
- Jules Massenet
  - Manon (Manon)
- Charles Gounod
  - Faust (Marguerite)
- Giacomo Puccini
  - Madama Butterfly (Madama Butterfly)
  - La bohème (Mimi)
  - Manon Lescaut (Manon)
  - Gianni Schicchi (Lauretta)
- Ruggero Leoncavallo
  - Pagliacci (Lola)
- Pietro Mascagni
  - Cavalleria rusticana (Lola)
  - Iris (Iris)
  - Il piccolo Marat (Mariella)
  - L'amico Fritz (Suzel)
  - Lodoletta (Lodoletta).
- Umberto Giordano
  - Andrea Chénier (Maddalena di Coigny)
- Alfredo Catalani
  - La Wally (Wally)
- Arrigo Boito
  - Mefistofele (Margherita)
- Francesco Cilea
  - Adriana Lecouvreur (Adriana)
- Adriano Lualdi
  - Le furie di Arlecchino (Colombina)
- Guido Bianchini
  - Principe e Nuredha (Nuredha)
- Amilcare Zanella
  - La Sulamita

## Discografia
- Giacomo Puccini - La bohème: O soave fanciulla, Zita Fumagalli Riva - Ettore Bergamaschi
- Giacomo Puccini - La bohème: Addio senza rancor, Zita Fumagalli Riva - Ettore Bergamaschi
- Giacomo Puccini - Manon Lescaut: Tu tu amore, Zita Fumagalli Riva - Ettore Bergamaschi
- Giuseppe Verdi - La traviata: È grave il sacrificio, Enrico De Franceschi – Zita Fumagalli Riva
- Giuseppe Verdi - La traviata: Così alla misera, Enrico De Franceschi – Zita Fumagalli Riva
- Giuseppe Verdi - La traviata: Morrò la mia memoria, Enrico De Franceschi -  Zita Fumagalli Riva
- Umberto Giordano - Andrea Chénier: Vicino a te s'acqueta Zita Fumagalli Riva - Ettore Bergamaschi

| Controllo di autorità | VIAF (EN) 57146152986705251313 · SBN DDSV138199 · GND (DE) 1097213382 |